# A magyar labdarúgó-válogatott mérkőzései 1998-ban
A magyar labdarúgó-válogatottnak 1998-ban kilenc találkozója volt.
Bicskei Bertalan vette át a kapitányi teendőket ebben az évben. Az év első felében öt barátságos mérkőzés volt, több új ellenféllel, első országok közti meccs volt Macedóniával és Litvániával. Ősszel kezdődtek az Európa-bajnoki selejtezők Portugália, Azerbajdzsán és Románia ellen.
Szövetségi kapitány:
- Bicskei Bertalan

## Eredmények
720. mérkőzés
| 1998. március 25. |

| Ausztria                              | 2–3             | Magyarország                                  |
| ------------------------------------- | --------------- | --------------------------------------------- |
| Vastić 12' Amerhauser 20' Feiersinger | (2–2) Részletek | Horváth F. 4' Illés 32' 54' Fehér Cs. Herczeg |

| Ernst Happel Stadion, Bécs Nézőszám: 21 000 Játékvezető: Markus Merk (GER) |

721. mérkőzés
| 1998. április 20. |

| Irán | 0–2             | Magyarország                                      |
| ---- | --------------- | ------------------------------------------------- |
|      | (0–1) Részletek | Korsós 16' 40' Illés 58' Hrutka 50' Fehér Cs. 84' |

| Azadi Stadion, Teherán Nézőszám: 70 000 Játékvezető: Mahmúd er-Rifái (SYR) |

722. mérkőzés
| 1998. április 22. |

| Macedónia            | 0–0       | Magyarország |
| -------------------- | --------- | ------------ |
| Lazarevski Markovski | Részletek | Sebők J.     |

| Azadi Stadion, Teherán Nézőszám: 20 000 Játékvezető: Gholamali Hamirad (IRN) |

723. mérkőzés
| 1998. május 27. |

| Magyarország    | 1–0             | Litvánia          |
| --------------- | --------------- | ----------------- |
| Hrutka 49' Pető | (0–0) Részletek | Skarbalius Stance |

| Városi stadion, Nyíregyháza Nézőszám: 17 000 Játékvezető: Marcel Lică (ROM) |

724. mérkőzés
| 1998. augusztus 19. |

| Magyarország                                                              | 2–1             | Szlovénia                                                      |
| ------------------------------------------------------------------------- | --------------- | -------------------------------------------------------------- |
| Fehér Cs. 19' Horváth F. 44' Mátyus 50' Dombi 68' Sebők V. 86' (11-esből) | (0–0) Részletek | Udovic 18' Galic 53' Mitrakovic 64' Dabanovic 86′ Ačimovič 92' |

| ZTE Stadion, Zalaegerszeg Nézőszám: 15 000 Játékvezető: Manfred Schüttengruber (AUT) |

725. mérkőzés – Eb-selejtező
| 1998. szeptember 6. |

| Magyarország   | 1–3             | Portugália                                                  |
| -------------- | --------------- | ----------------------------------------------------------- |
| Horváth F. 31' | (1–0) Részletek | Secretario 19' Bento 29' Sá Pinto 55' 75' Rui Costa 53' 84' |

| Népstadion, Budapest Nézőszám: 50 000 Játékvezető: Urs Meier (SUI) |

726. mérkőzés – Eb-selejtező
| 1998. október 10. |

| Azerbajdzsán     | 0–4             | Magyarország                                                                               |
| ---------------- | --------------- | ------------------------------------------------------------------------------------------ |
| Lychkin 58′, 60′ | (0–0) Részletek | Fehér Cs. 29' Dárdai 58' Dombi 76' Hrutka 77' Illés 84' (11-esből) Pisont 88' Fehér M. 91' |

| Tofik Bahramov Stadion, Baku Nézőszám: 15 000 Játékvezető: Stéphane Bré (FRA) |

727. mérkőzés – Eb-selejtező
| 1998. október 14. |

| Magyarország                                       | 1–1             | Románia                                     |
| -------------------------------------------------- | --------------- | ------------------------------------------- |
| Sebők V. 49' Hrutka 83' Hámori 87′, 87′ Dárdai 89' | (0–0) Részletek | Moldovan 50' Filipescu 59′, 90′ Popescu 87' |

| Népstadion, Budapest Nézőszám: 30 000 Játékvezető: Kim Milton Nielsen (DEN) |

728. mérkőzés
| 1998. november 18. |

| Magyarország                        | 2–0             | Svájc        |
| ----------------------------------- | --------------- | ------------ |
| Korsós 1' Sebők J. 6' Király Pisont | (2–0) Részletek | Bühlmann 76' |

| Üllői úti Stadion, Budapest Nézőszám: 3 000 Játékvezető: Karol Ihring (SVK) |